# Argon (Automarke)
Argon war eine britische Automobilmarke, die nur 1908 von der Grannaway Engineering Co. Ltd. in London SW gebaut wurde.
Der Argon war ein Mittelklassewagen mit Sechszylinder-Reihenmotor. Der Hubraum betrug 3201 cm³ und die Leistung 25 bhp (18,3 kW).

## Quelle
David Culshaw & Peter Horrobin: The Complete Catalogue of British Cars 1895–1975. Veloce Publishing plc. Dorchester (1997). ISBN 1-874105-93-6.